# Beeston Regis
Beeston Regis es un pueblo y una parroquia civil del distrito de North Norfolk, en el condado de Norfolk (Inglaterra). Se localiza a orillas del río Beeston, cerca de la costa norte de Norfolk. El término del lugar tiene una superficie de 2.890 km². En 2001 contaba una población de 1091 personas distribuidas en 494 hogares. Tiene conexiones con Sheringham, West Runton, Cromer y Norwich.

## Economía
Beeston Regis es un popular destino turístico de la costa este de Inglaterra por su gran playa (aproximadamente 3 kilómetros) que van desde West Runton en el este hasta la frontera con Sheringham en el oeste. La amplia oferta de alojamientos y entretenimiento, su clima templado, y por su fácil acceso a Cromer, Norwich, así como a la campiña de Norfolk lo convierten en un centro turístico relevante a nivel nacional.  Esta parte de la costa disfruta de uno de los climas más cálidos, secos y soleados de Gran Bretaña.

## Historia
En el Domesday Book de 1086 fue nombrado como Besetune y variantes posteriores incluyeron Besetuna/tune

### Sant Marie abadía
Esta villa creció alrededor de la  abadía Augustinian, fundada en 1216 dc. rindiéndose a Enrique VIII en 1539 con la Disolución de los monasterios. Fue destruida en su mayor parte, quedando únicamente un trozo del pórtico de Abbot y la hospedería.

## Playas
Los acantilados sobre sus playas son conocidos por sus fósiles jurásicos.. Los caminantes y buscadores de fósiles recorren a pie las playas entre Beeston Regis y West Runton, pero deben ser precavidos debido a las mareas y a los corrimientos de tierra. El Museo Cromer actúa como un centro de visitantes de la  Cromer Forest Bed e identifica los fósiles hallados en el área.

## Taberna
La principal taberna (public hause) de la aldea fue construida en 1880, siendo conocida como The Dunstable Arms.

## Imágenes

Beeston Regis
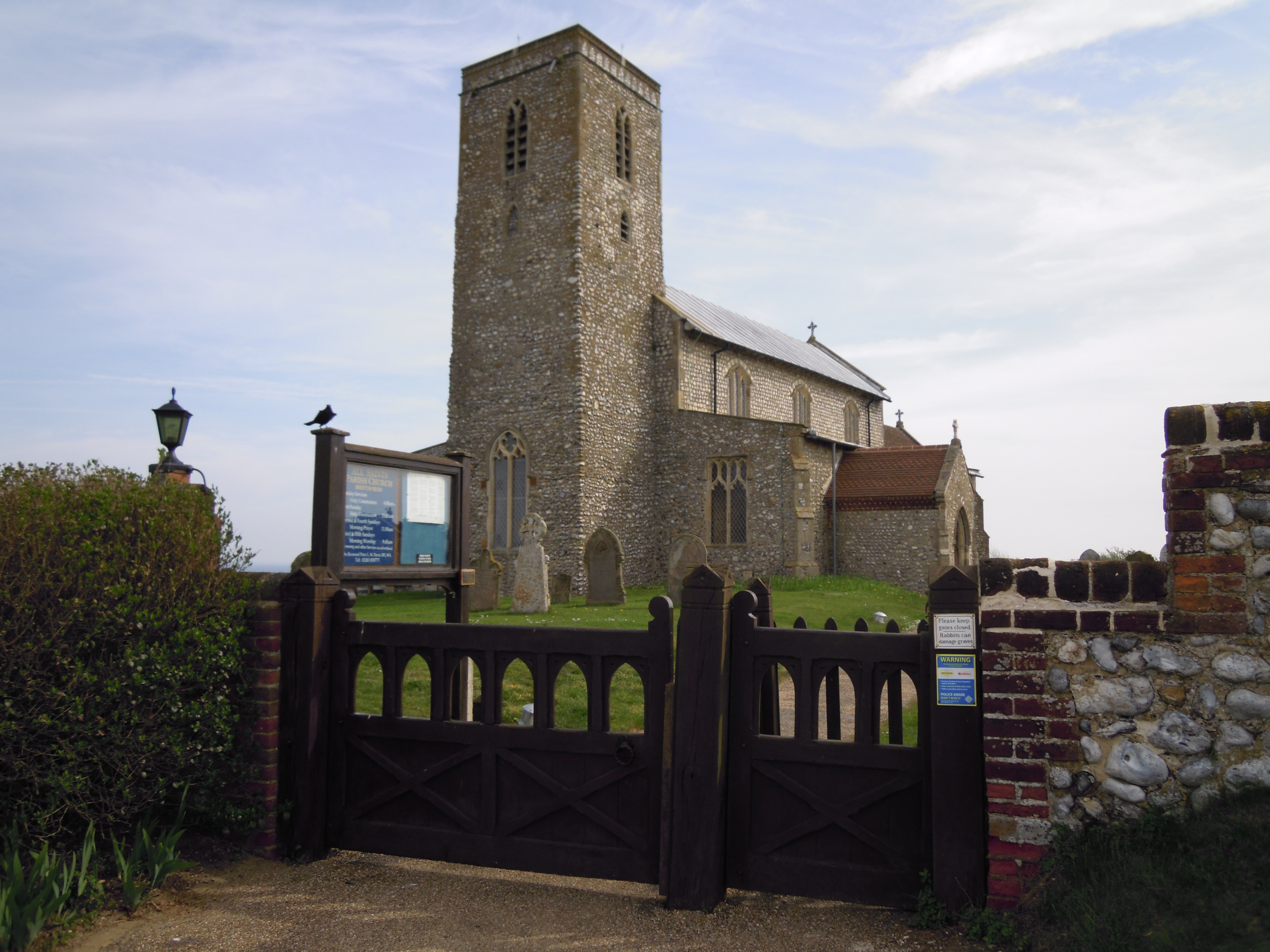
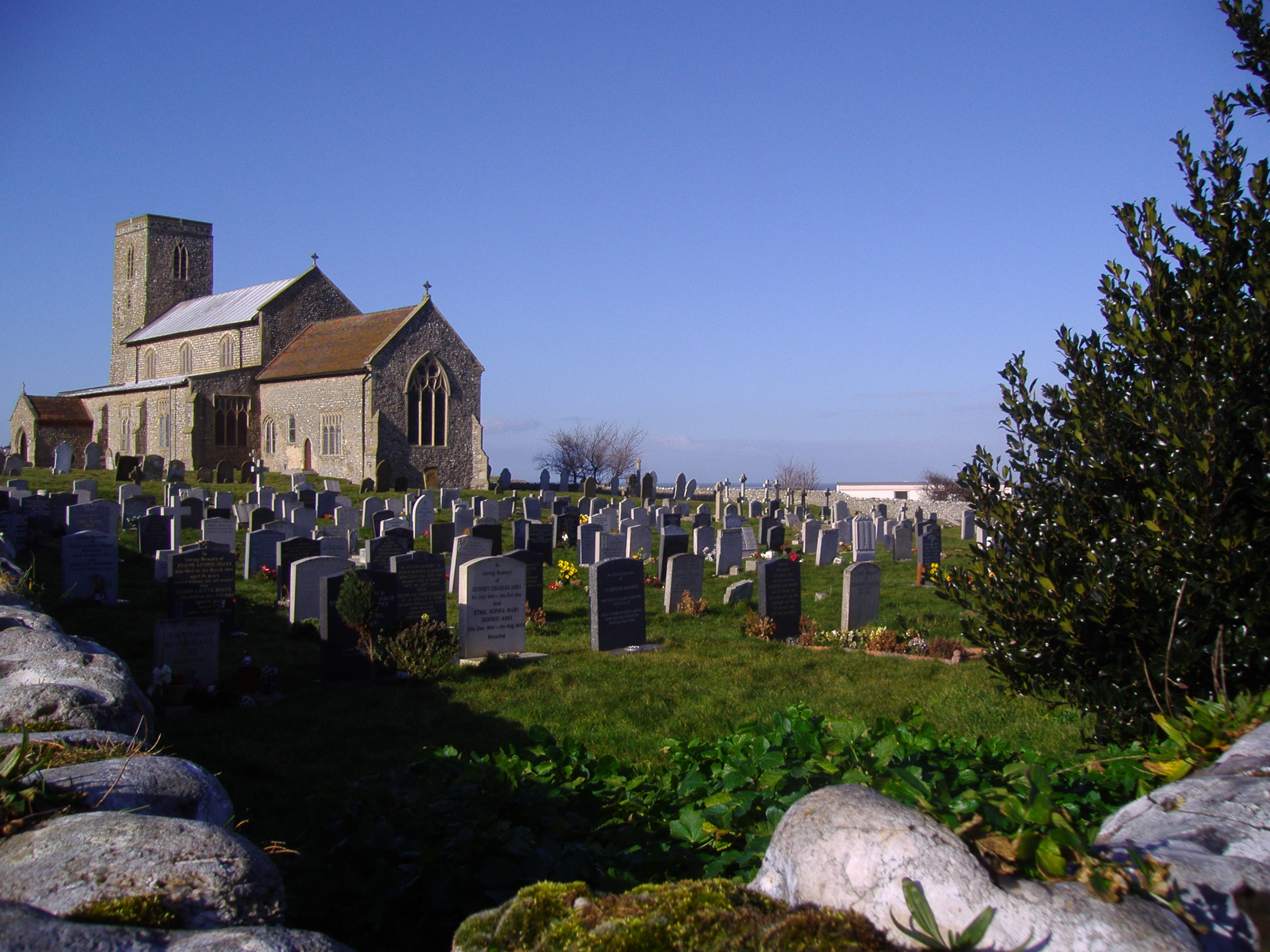
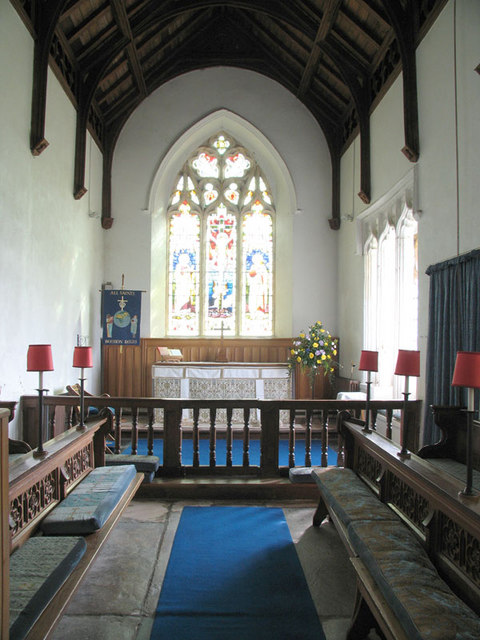
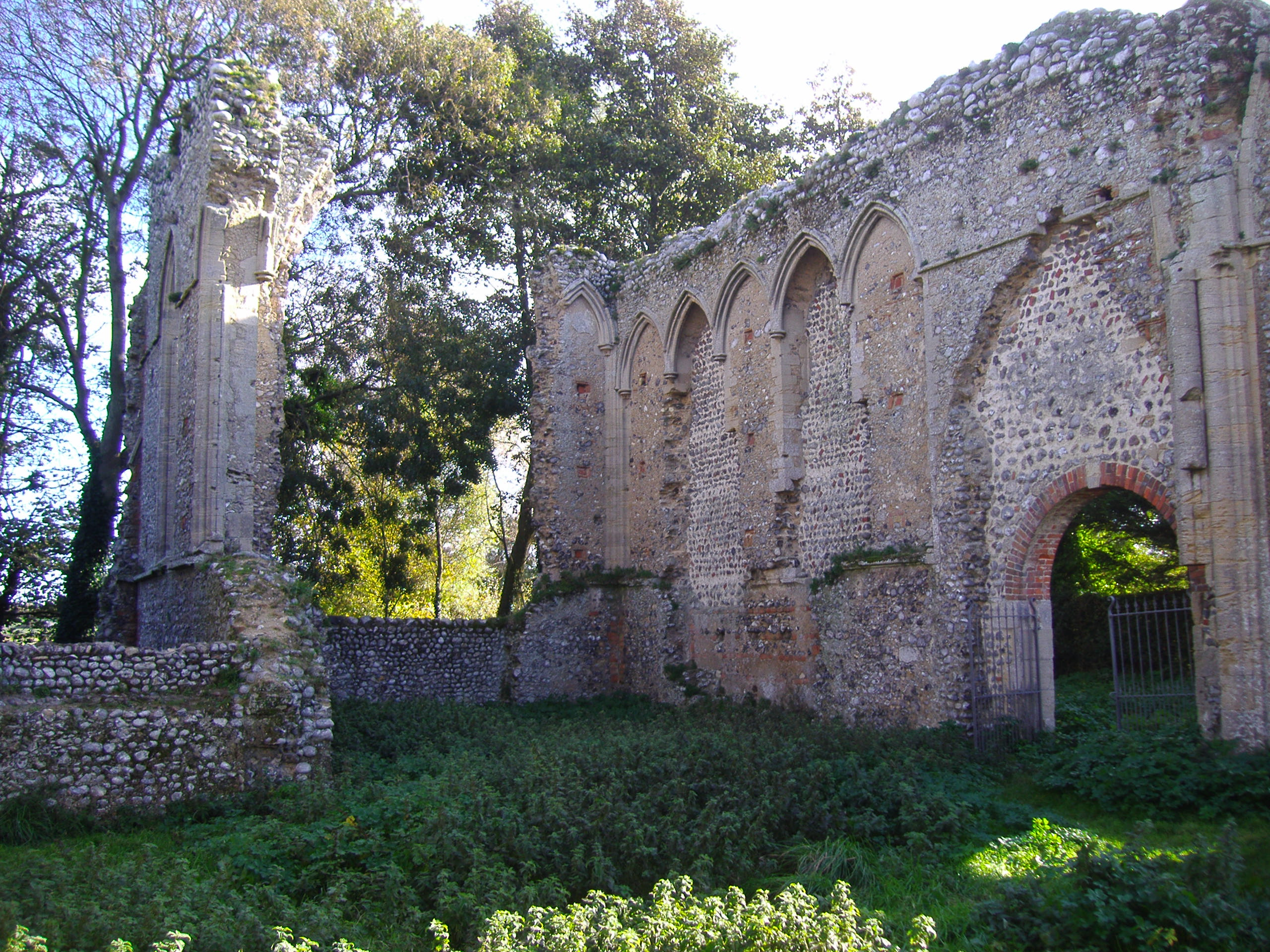
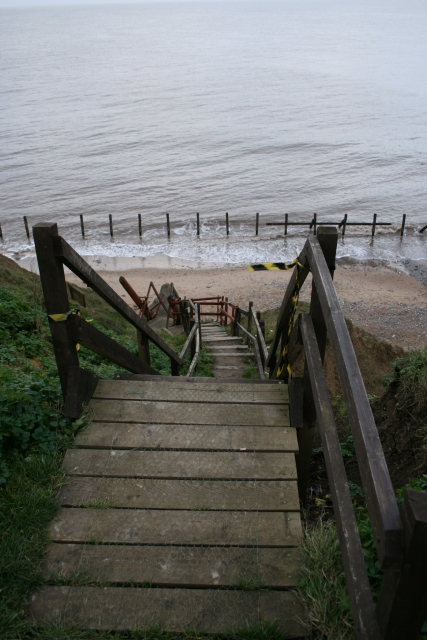
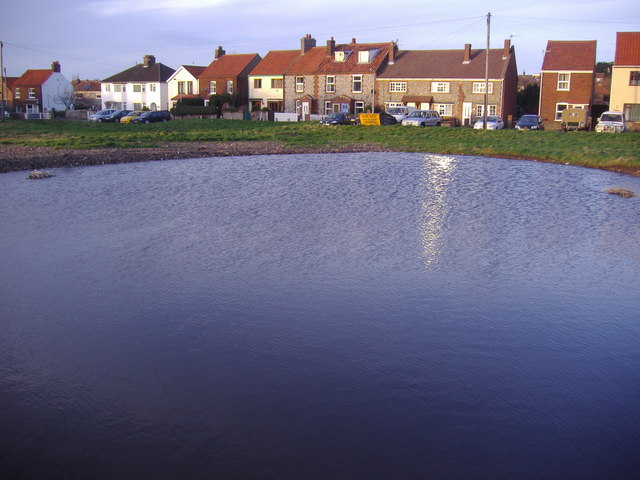
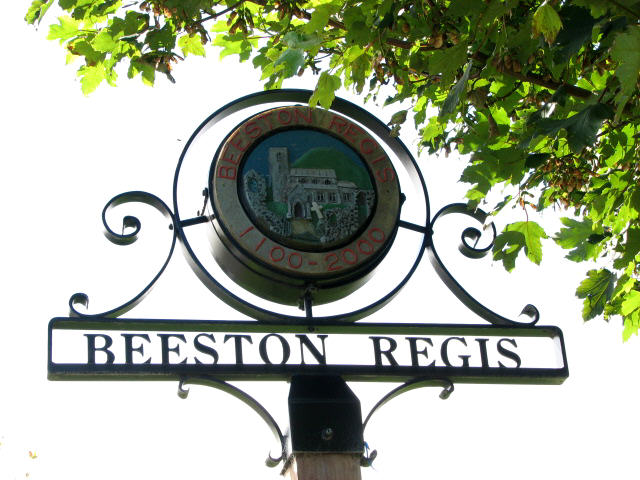
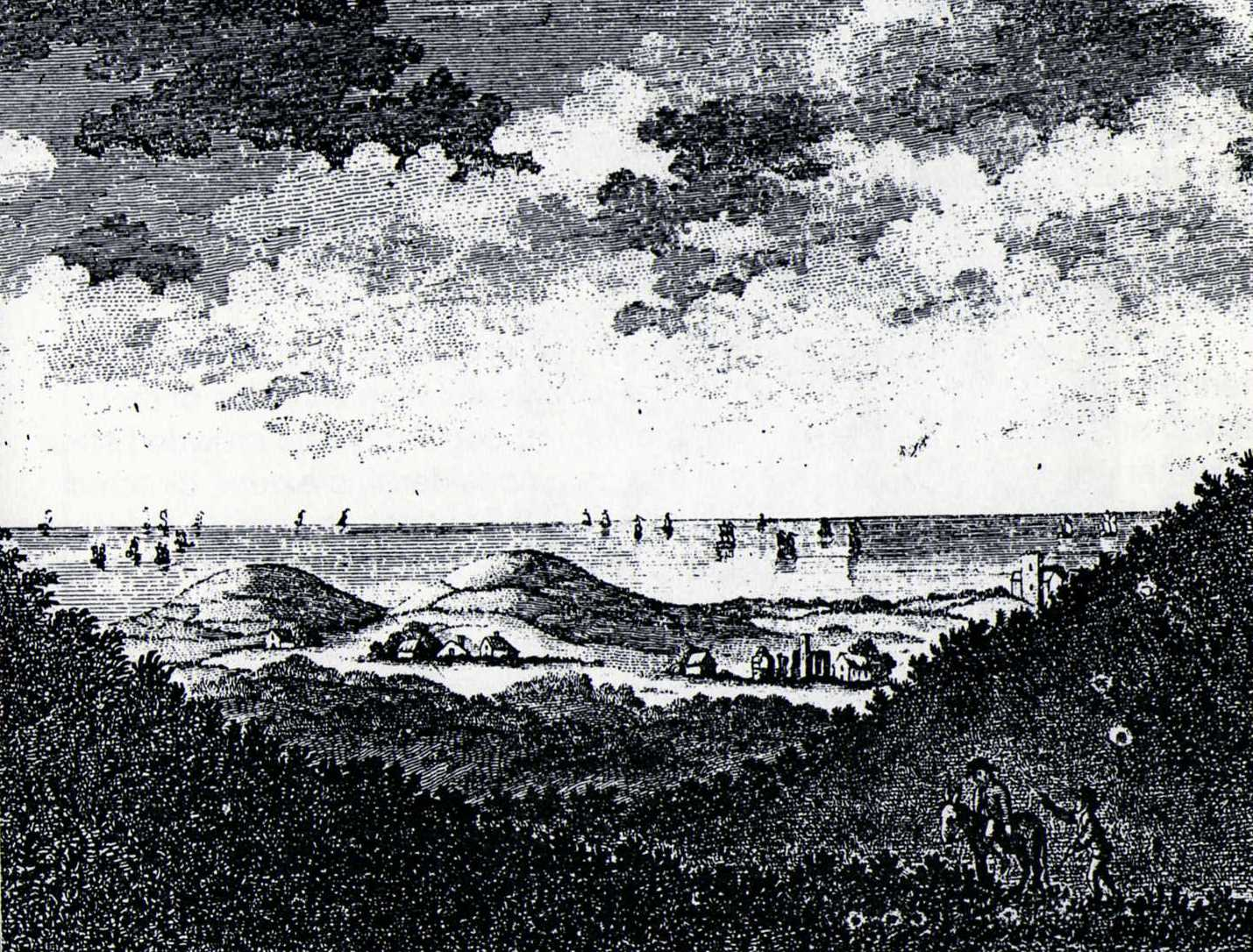